# Ройтер, Владимир Андреевич
Владимир Андреевич Ро́йтер (1903, Екатеринославская губерния — 6 августа 1973 года, Киев) — советский учёный-химик, внёс большой вклад в развитие электронной теории гетерогенного катализа Л. В. Писаржевского, один из создателей макрокинетики каталитических процессов, доктор химических наук (1947), профессор (1934), член АН УССР (1961), Заслуженный деятель науки УССР, лауреат премии им. Л. В. Писаржевского АН УССР. Брат Леонида Ройтера.

## Биография
Родился 26 июля 1903 года[по какому календарю?] в посёлке при станции Нижнеднепровск Новомосковского уезда Екатеринославской губернии (ныне — Амур-Нижнеднепровский район города Днепр).
С 1912 по 1918 год обучался в Екатеринославском реальном училище. В 1921 году поступил в Днепропетровский институт народного образования, который окончил в 1926 году.
В 1926—1929 годах аспирант Л. В. Писаржевского при кафедре электронной химии Екатеринославского горного института (с 11.1927 г. — отдел электронной химии Украинского научно-исследователь-ского института физической химии Наркомпроса УССР).
В 1929 году защитил квалификационный труд на тему «К вопросу о механизме катализа перекиси водорода».
В 1929—1939 годах — научный сотрудник (1929—1937), Заместитель директора по научной работе (1937—1938, 1955—1965), Заведующий отделом катализа (1938—1941), Исполняет обязанности директора (1938—1939), Института физической химии им. Л. В. Писаржевского АН УССР.
Одновременно в 1929—1934 — заведующий кафедрой общей химии Днепропетровского металлургического института и кафедрой физической химии в Днепропетровском государственном университете.
В 1934 году Высшей Аттестационной комиссией СССР утверждён в звании профессора.
В 1934—1941 годах заведующий кафедрой общей химии Днепропетровского института инженеров транспорта.
В 1941—1943 годах заведующий кафедрой неорганической химии Днепропетровского политехнического института.
В 1944—1950 годах заведующий кафедрой неорганической и физической химии Днепропетровского химико-технологического института.
В 1947 году защитил докторскую диссертацию на тему «Механизм процессов на металлических электродах», в 1948 году решением ВАК СССР присуждена ученая степень доктора химических наук.
В 1954 году заведующий кафедрой химии в Киевском автодорожном институте.
В 1957 году избран членом-корреспондентом Академии наук УССР, а в 1961 году — действительным членом Академии наук УССР.
Умер 6 августа 1973 года в Киеве.

## Научная деятельность
Научную работу проводил в Институте физической химии им. Л. В. Писаржевского АН УССР, совмещая её с преподавательской деятельностью — был заведующим ряда кафедр химического профиля в высших учебных заведениях Днепропетровска и Киева.
В первой научной статье В. А. Ройтера (в соавторстве с Л. В. Писаржевским) дано экспериментальное подтверждение электронной теории катализа Л. В. Писаржевского. Было показано, что разложение перекиси водорода сопровождается появлением электрического «тока реакции», и это «доказывает, что электроны катализатора принимают непосредственное участие в катализе».
Свой опыт и знания в области электродных процессов использовал при изучении гетерогенного катализа, который был главным предметом его научной деятельности. В этих работах основное внимание уделял исследованию промышленных каталитических процессов (синтез аммиака, окисление диоксида серы, окисления ацетилена, парциальное окисление нафталина и ряда других углеводородов).
Одним из направлений катализа, в развитие которого В. А. Ройтер внёс решающий вклад, является макрокинетика гетерогенных каталитических процессов. Первые статьи о влиянии диффузии на скорость химической реакции были опубликованы в 1939 г. в «Журнале физической химии», одна из них — в соавторстве В. А. Ройтера и В. А. Радченко, автором другой был Я. Б. Зельдовича, которого считают пионером в области макрокинетики в гетерогенном катализе. На работу Я. Б. Зельдовича В. А. Ройтер ссылался в своих последующих статьях, хотя очевидно, что интерес к макрокинетике появился у В. А. Ройтера независимо от Я. Б. Зельдовича.
Совместно с М. Т. Русовым опубликовал первую в мире экспериментальную работу по макрокинетике гетерогенно-каталитического процесса на пористых катализаторах. На примере реакции окисления ацетилена на диоксиде марганца были экспериментально продемонстрированы ставшие классическими аррениусовские зависимости для гетерогенно-каталитического процесса, протекающего в кинетической, внутренне-диффузионной и внешне-диффузионной областях. Эти работы были первым экспериментальным подтверждением теоретических представлений о диффузии в пористых катализаторах, предложенных Э. В. Тиле, Я. Б. Зельдовичем и развитых Д. А. Франк-Каменецким.
Разработал метод диафрагм, который впервые дал возможность прямым путём сравнивать скорости диффузии и химической реакции в пористых катализаторах, количественно учитывать влияние макрофакторов в зависимости от условий осуществления процессов и пористой структуры катализаторов. Метод был успешно апробирован на каталитических процессах окисления ацетилена, синтеза аммиака, диоксида серы, парциального окисления нафталина.
Выполнил теоретические исследования макрокинетики гетерогенных процессов; получено общее для внутренне-кинетической, переходной и внутренне-диффузионной областей уравнение скорости реакции.
Совместно с М. Т. Русовым и Г. П. Корнейчуком предложил простые экспериментальные методы измерения эффективных коэффициентов диффузии и газопроницаемости пористых катализаторов; были сделаны практические рекомендации по оптимизации размера гранул и пористой структуры катализаторов ряда промышленных процессов.
Вместе с сотрудниками выявил новый вид макрофакторов в гетерогенном катализе — химическая или фазовая неоднородность катализаторов, возникающая под воздействием реакционной среды. Совместно с Г. И. Голодцом провёл исследования, направленные на разработку методов расчета энтропии активации гетерогенных каталитических реакций. Сопоставление рассчитанных величин энтропии с её экспериментальными значениями позволили глубже понять механизм гетерогенных каталитических процессов, в частности, сделать выводы о лимитирующей стадии, оценить долю активной поверхности катализатора и величины трансмиссионных коэффициентов.
Другое важное направление исследований для предвидения каталитического действия основывалось на взаимосвязи теплоты и активационных параметров образования промежуточных соединений, которая описывается линейными соотношениями Бренстеда-Поляни-Темкина. В работах В. А. Ройтера и его учеников этот подход был применен к широкому кругу гетерогенно-каталитических процессов полного и селективного окисления органических и неорганических соединений.
Сформулировал принцип энергетического соответствия, подобный предложенному в мультиплетной теории А. А. Баландина, но применимый не только к эндотермическим, но и к экзотермическим реакциям. Его применимость, подтвержденная «вулканообразной» зависимостью активности катализаторов от энергии связи поверхностного кислорода, была продемонстрирована для целого ряда реакций окисления и других процессов.
Открытый в ходе этих работ в соавторстве с Н. И. Ильченко эффект ускорения микроколичествами металлов восстановления оксидов металлов и процессов окислительного катализа на оксидах, следует отнести к важнейшим достижениям 60-х годов. Это положило начало новому научному направлению, названному Н. И. Ильченко топохимическим катализом.
C 1965 г. по его инициативе и при непосредственном участии начал регулярно выходить ежегодный Республиканский межведомственный сборник «Катализ и катализаторы». Под его руководством защищено 16 кандидатских и 6 докторских диссертаций. Два его ученика (Гороховатский Ярослав Борисович и Голодец Григорий Израильевич) были избраны чл.-кор. АН УССР.

## Избранные научные труды
Является автором более 100 научных работ.
- К вопросу о механизме катализа перекиси водорода / В. А. Ройтер, Л. В. Писаржевский // Укр. хим. журн. — 1926. — Т. 2, № 2. — С. 75 — 84.
- Каталитическое окисление нафталина / В. А. Ройтер, Г. П. Корнейчук, В. П. Ушакова, Н. А. Стукановская. — К. : Изд-во АН УССР, 1963. — 108 с.
- Каталитические свойства веществ : справочник. Т. 1 / отв. ред. В. А. Ройтер. — К. : Наукова думка, 1968. — 1463 с.
- Введение в теорию кинетики и катализа / В. А. Ройтер, Г. И. Голодец. — Изд. 2-е перераб. и доп. — К. : Наукова думка, 1971. — 183 с.
- Каталитические свойства веществ : справочник. Т. 2 / отв. ред. В. А. Ройтер. — К. : Наукова думка, 1975. — 919 с.
- Каталитические свойства веществ : справочник. Т. 3 / отв. ред. В. А. Ройтер. — К. : Наукова думка, 1976. — 1031 с.
- Избранные труды. — К. : Наукова думка, 1976. — 460 с.

## Награды
- Звание «Заслуженный деятель науки УССР» (1964)
- Орден Трудового Красного Знамени (1967)
- Премия имени Л. В. Писаржевского АН УССР (1968)